# Panthéon des rois de Saint-Isidore de León
Le panthéon des rois de Saint-Isidore de León, situé au pied de la basilique de Saint-Isidore de León, est le lieu où, au Moyen Âge, étaient enterrés la plupart des rois et reines du royaume de León.
Il s'agit d'un espace rectangulaire avec un portique d'environ huit mètres de côté, avec deux colonnes robustes sur lesquelles reposent sept arcs qui divisent l'espace en trois nefs. Le cycle pictural qui orne ses murs est considéré comme l'un des sommets de l'architecture romane espagnole.

## Histoire

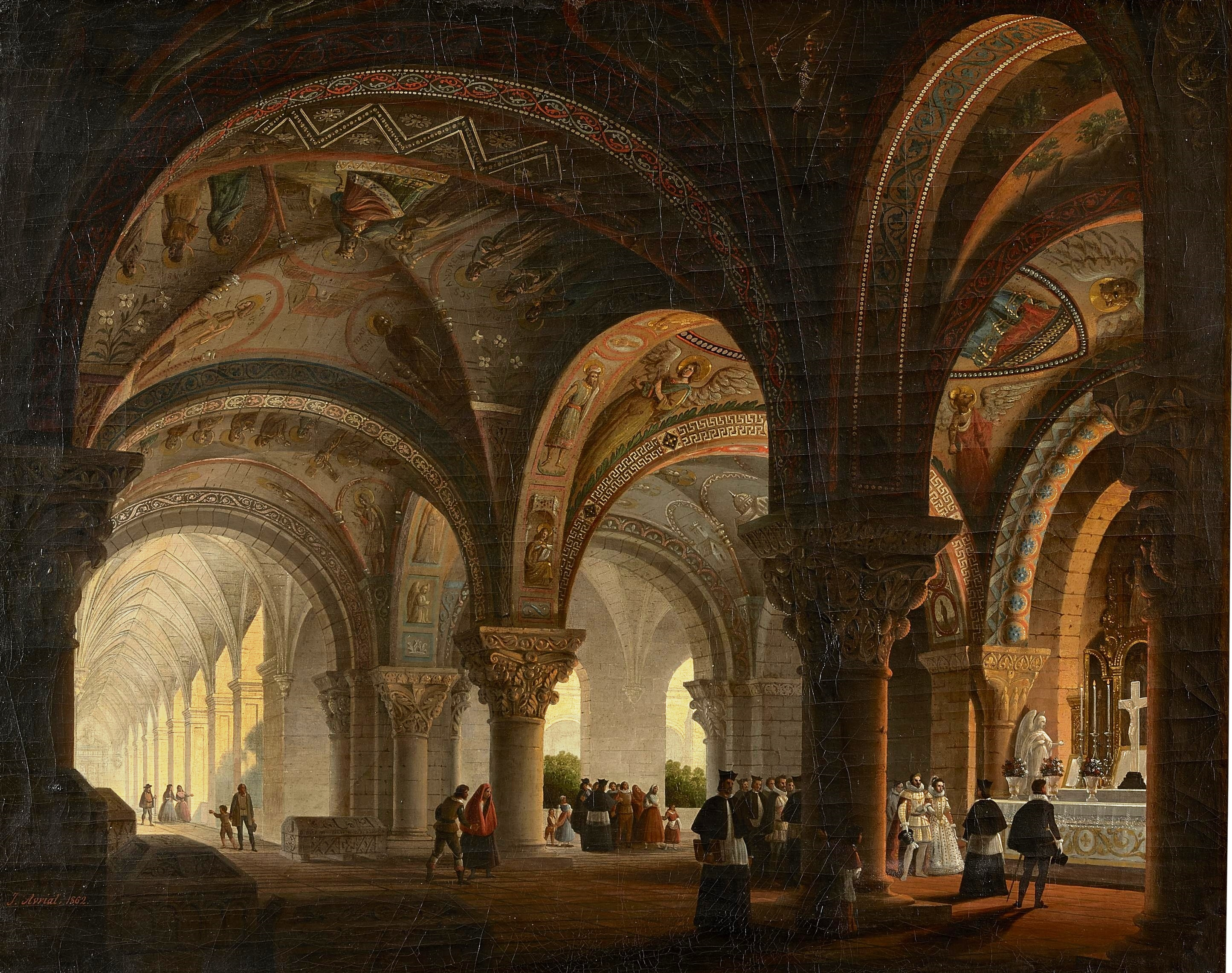
Le Panthéon des rois de Saint-Isidore de León, José María Avrial y Flores (1862), musée municipal des Beaux-Arts de Santa Cruz de Tenerife.

La reine Sancha de León décide avec son mari Fernando I de León d'être enterrée après sa mort dans le monastère de San Juan Bautista de León, tout comme son père, le roi Alphonse V, avait décidé de le faire. San Juan Bautista a changé son nom en San Isidoro lorsque les restes du saint sévillan ont été transférés au monastère en 1063 à la demande de Ferdinand Ier qui souhaitait que les reliques de l'illustre et sage archevêque sévillan reposent dans la ville de León.
Des années auparavant, le père de la reine Sancha de León, Alphonse V de León, avait ordonné le transfert des corps de plusieurs rois et reines dispersés sur tout le territoire de León, afin qu'ils reposent tous ensemble à San Isidoro de León.
Au début du XIXe siècle, pendant la Guerre d'indépendance, la basilique de San Isidoro de León est occupée par les troupes napoléoniennes, qui détruisent le monastère et utilisent les tombeaux en pierre des rois comme abreuvoirs pour leurs montures. Pour ce faire, ils extraient les restes royaux des tombeaux, rendant impossible aujourd'hui la reconnaissance et l'individualisation des restes des différents rois.
En 1997, une étude a été réalisée sur les dépouilles mortelles des rois qui y reposent encore.

## Personnages enterrés au panthéon
On y trouve plusieurs tombes en pierre dans lesquelles ont été déposés les restes de divers rois de León, ainsi que de certains membres de la famille royale léonaise. Les personnes réellement enterrées ici étaient :

### Rois
- Alphonse IV de León (mort en 933). Fils d'Ordoño II de León et neveu de Fruela II de León.
- Ramiro II de León (900-951). Fils cadet d'Ordoño II de León et frère d'Alfonso IV de León.
- Ordoño III de León (926-956). Fils et successeur de Ramiro II de León.
- Ordoño IV de León (924-960). Fils d'Alfonso IV de León et cousin de Sanche Ier de León.
- Sanche Ier de León (935-966). Fils de Ramiro II de León.
- Ramiro III de León (961-984). Fils et successeur de Sanche Ier de León.
- Bermudo II de León (956-999). Fils d'Ordoño III de León.
- Alphonse V de León (994-1028). Fils et successeur de Bermudo II de León.
- Bermudo III de León (1016-1037). Fils et successeur d'Alphonse V de León.
- Sancho Garcés III, roi de Navarre (990-1035). Père de Ferdinand Ier de León[6].
- Ferdinand Ier, roi de León par son mariage avec la reine Sancha de León (1016-1065). Fils de Sancho Garcés III, roi de Pampelune.
- García de Galice (1042-1090). Roi de Galice. Fils de Ferdinand Ier de León.

### Reines
- Urraque Ire de León (1081-1126). Fille et successeur d'Alfonso VI de León.
- Sancha de León (1013-1067). Reine (avec pouvoirs hérités de son frère Bermudo III de León). Fille d'Alphonse V de León et épouse de Fernando I de León.
- Onneca Sánchez de Pamplona (es) (morte en 931). Fille de Sancho Garcés I de Pampelune et épouse d'Alphonse IV de León.
- Sancha Gómez (es) (morte en 983). Fille du comte Gómez Díaz (es), épouse du roi Ramiro III de León.
- Elvira García (morte en 1027). Fille du comte García Fernández, épouse de Bermudo II de León et mère d'Alphonse V de León.
- Elvira Menéndez (es) (morte en 1022). Épouse d'Alphonse V de León et mère de Bermudo III de León.
- Jimena Sánchez (es) (1012-1063). Fille de Sancho Garcés III et épouse de Bermudo III de León.
- Zaida de Séville (c. 1063-1107). Épouse d'Alphonse VI de León.
- Urraque de Portugal (1148-1188). Fille d'Alphonse Ier du Portugal, épouse de Ferdinand II de León et mère d'Alphonse IX de León.
- Teresa Fernández de Traba (es) (morte en 1180). Seconde épouse de Fernando II de León et fille du comte Fernando Pérez de Traba (es).

### Infants
- Urraque de Zamora (1033-1101). Infante de León et dame de Zamora. Fille de Fernando I de León et Sancha de León.
- Elvira de Toro (es) (1039-1099). Infante de León et Dame de Toro. Fille de Fernando Ier de León et de Sancha de León.
- Sancha Raimúndez (es) (1102-1159). Fille d'Urraca I de León et Raymond de Bourgogne et sœur d'Alphonse VII de León.
- Estefanía Alfonso la Desdichada (es) (1151-1180). Fille illégitime d'Alphonse VII de León et d'Urraca Fernández de Castro.
- Fernando de León (es) (1178-1187). Fils du roi Fernando II de León et de Teresa Fernández de Traba (es).
- García Fernández de León (es) (1180-1184). Fils du roi Fernando II de León et d'Urraca López de Haro (es).
- Leonor de León (es) (1198-1202). Fille du roi Alphonse IX de León et de la reine Berenguela de Castille.
- María de Castilla (es) (1235-1235). Fille de Ferdinand III de Castille et de la reine Béatrice de Souabe.

## Décoration picturale

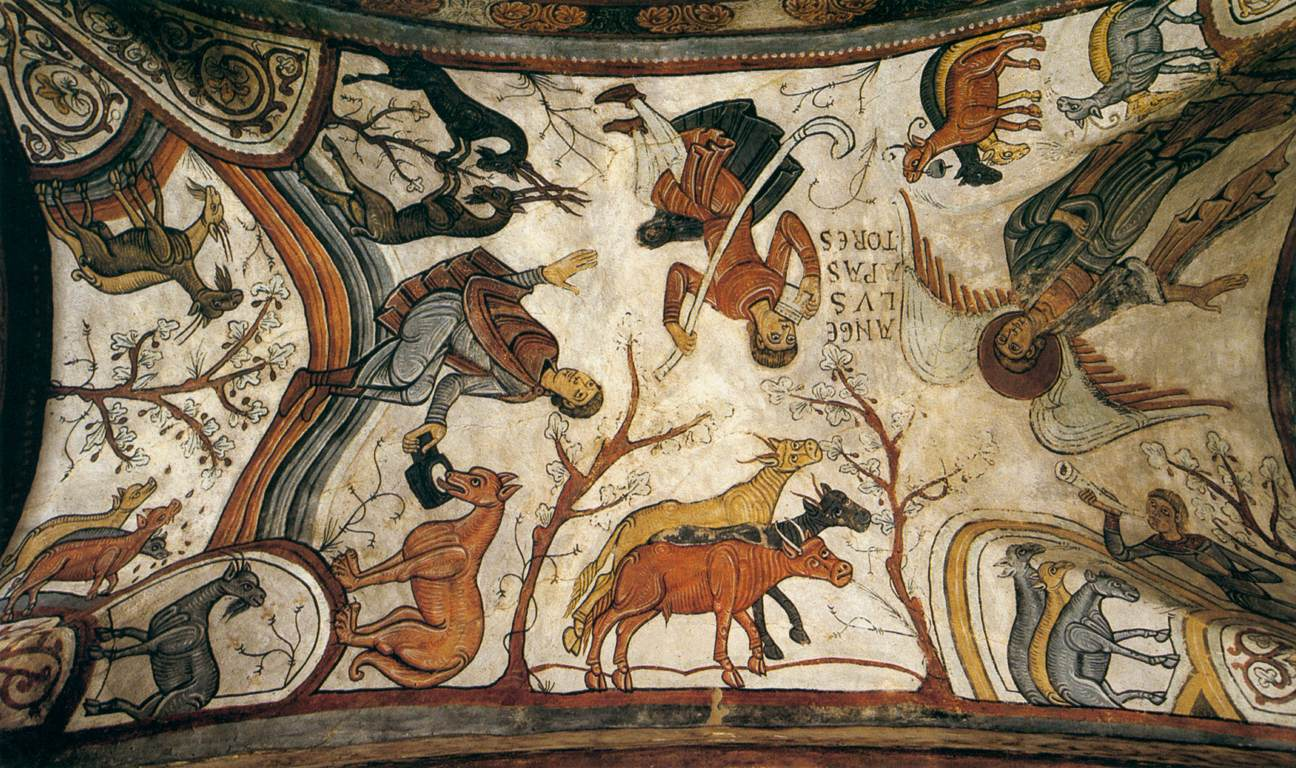
L'Annonce aux bergers (XIIe siècle).

Le long des murs et des six voûtes qui en résultent, se développent les trois cycles liturgiques « Noël, Passion et Résurrection », formant un itinéraire qui commence sur le mur sud et, dans le sens des aiguilles d'une montre, se termine à la porte qui donne accès à l'église.
Les scènes, qui selon certains auteurs suivent le déroulement de la messe mozarabe, sont structurées en relation avec les trois cycles liturgiques :
- Noël : Annonciation, Visitation, Épiphanie, Nativité, annonce aux bergers, fuite en Égypte, circoncision et massacre des Innocents ;
- La Passion : Dernière Cène, scènes de la Passion et de la Crucifixion.
- La Résurrection : Gloire du Christ selon l'Apocalypse de Saint Jean, Maiesatas Domini et intronisation de l'année.

L'ensemble est complété par des représentations des signes du zodiaque et un calendrier agricole, bien que les dernières recherches en la matière proposent la théorie selon laquelle il ne s'agit pas d'un calendrier en soi, ni dédié aux agriculteurs, mais plutôt d'une métaphore du passage du temps.

## Paternité des peintures murales

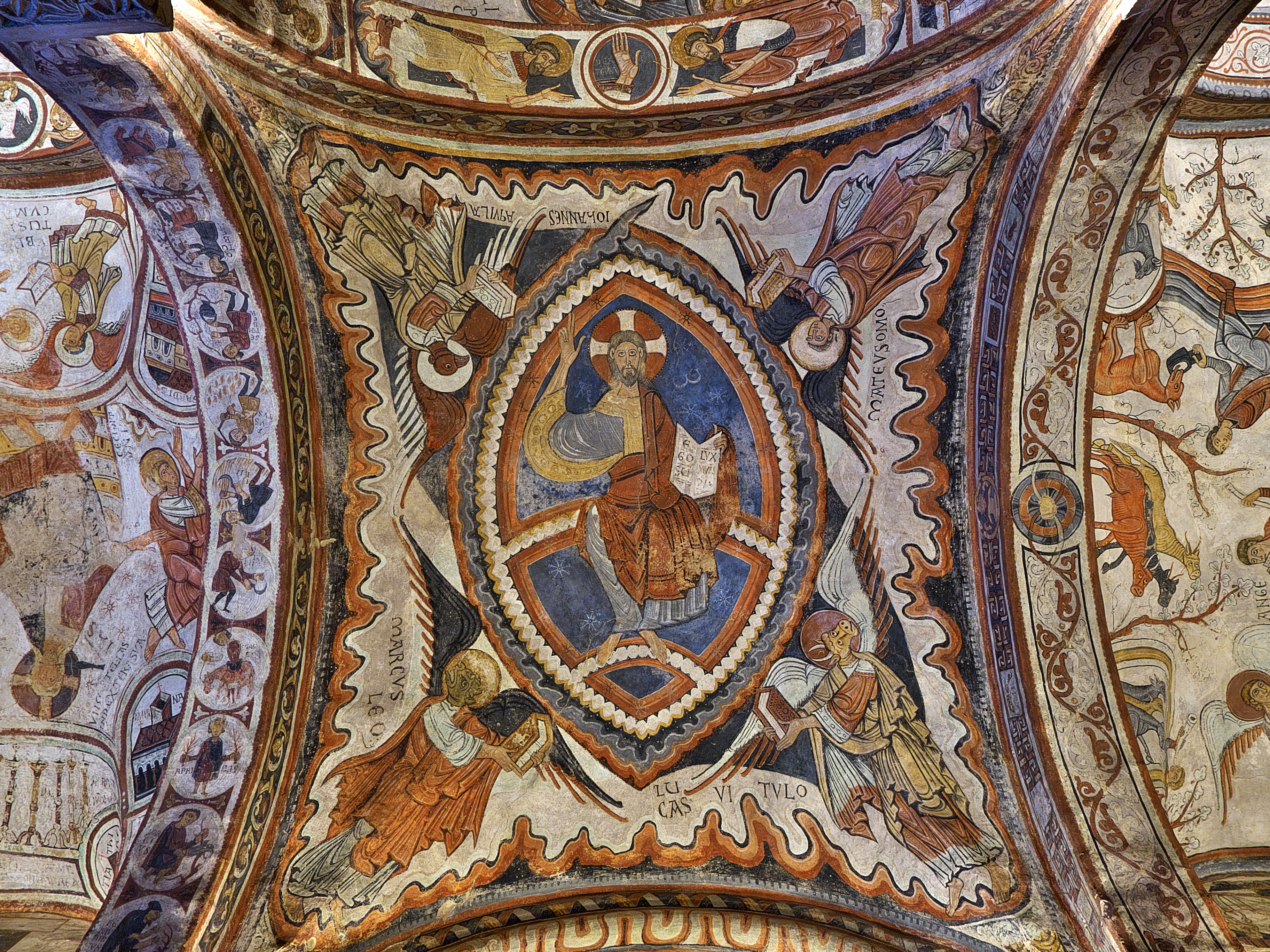
Christ en majesté, dans la voûte de la basilique de Saint-Isidore de León, d'influence française.

Pendant longtemps, les fresques de San Isidoro de León ont été attribuées au style franco-roman, qui a pénétré en Espagne grâce aux routes de pèlerinage et aux contacts politiques avec la France et qui s'est établi sur les terres de León, en opposition claire avec le courant qui venait d'Italie, restée au Nord-Est. Son développement signifiait, dans sa zone d'influence, l'éradication définitive des vestiges du byzantinisme, du symbolisme excessif et de la richesse vestimentaire, et le début des grands cycles historiques hispaniques. Certains experts voient cette empreinte française dans la prédominance des fonds blancs, dans la prédilection pour quelques couleurs fondamentales appliquées sur des surfaces lisses et dans sa rugosité et sa grande expressivité.